# Þórhalls þáttr knapps
Þórhalls þáttr knapps es una historia corta islandesa (þáttr). Joseph Harris  cita que el contenido del relato se debe comprender dentro de un contexto donde la narrativa se centra en un conflicto u oposición entre el cristianismo y el paganismo nórdico, escrita en el periodo de la conversión hacia la cristianización de Islandia. La trama se centra en la conversión de Þórhall knappr (apodado el Botón), el personaje principal, y el sueño profético que precede a su decisión.